# Fort Saint-Elme (France)
Pour les articles homonymes, voir Fort Saint-Elme et San Telmo.
Le fort Saint-Elme est un fort militaire construit entre 1538 et 1552 sous Charles Quint, à partir d'une tour de garde érigée au VIIIe siècle par les Maures. Il est situé sur la commune de Collioure, à 30 km au sud-est de Perpignan, dans le département des Pyrénées-Orientales.
Monument historique de la Côte Vermeille, il abrite depuis 2008 un musée avec des collections d'armes médiévales et Renaissance, des expositions temporaires. De sa terrasse, on dispose d'un panorama sur la région.

## Localisation et accès
Le fort Saint-Elme est situé, à 170 mètres d'altitude, près de la limite est-sud-est de la commune de Collioure, sur une ligne de crête surplombant Collioure (par le sud-est) et Port-Vendres (par l'ouest), et dans le prolongement nord-est du fort Dugommier (223 mètres d'altitude). On peut y accéder par une route communale reliant — au départ de Port-Vendres et en passant par le lieu-dit Creu Blanca — la route départementale D 114 au fort Dugommier.

## Toponymie
Plusieurs hypothèses émergent pour le nom de Saint-Elme : soit un martyr italien du IVe siècle, Érasme de Formia, soit un saint espagnol Pierre Gonzalès (1190-1246). Tous deux furent confondus et pris comme patron des marins, d'où son emploi sur les côtes de la Méditerranée : Saint-Elme à Naples et à Collioure, Sant Elme à Sant Feliu de Guíxols, Sant Helme et Santem en Provence, etc.
Saint Elme apparaissait dit-on dans les tempêtes, au sommet des mâts des navires, une lumière à la main pour les protéger. De là, le nom de "feu Saint-Elme" donné aux éclairs parcourant les mâts chargés d'électricité par temps d'orage.
Une troisième possibilité est que ce nom provienne des transformations successives de Sanctus Ermus et plus tard Sanctus Elmus, saint vivant au Liban à l'époque de l'empereur Dioclétien (IVe siècle).
Durant la période révolutionnaire, la commune prend brièvement le nom de Fort-du-Rocher, par un arrêté du 15 prairial an II (3 juin 1794).

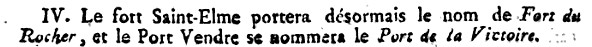
Extrait du décret du 15 prairial an II renommant le Fort Saint-Elme et Port-Vendres.

## Histoire

### Des origines au Moyen Âge
L'histoire du fort Saint-Elme remonte à l'édification de sa tour de garde au IXe siècle pour lutter contre les razzias maures, c'est-à-dire juste quelques décennies après la période où des troupes arabo-berbères musulmanes occupèrent de 719 à 759 la Septimanie.
Intégrée sous les Carolingiens à la marche d'Espagne, la tour appartient aux comtes du Roussillon indépendants jusqu'à la mort sans héritiers de Girard II de Roussillon en 1172 qui lègue son comté à Alphonse II, roi d'Aragon et comte de Barcelone. C'est de cette époque aragonaise que la tour tire son surnom de "Torre de la guardia" (Tour de Garde).
Entre 1276 et 1344, les rois de Majorque, dont la résidence d'été est le château de Collioure, font reconstruire cette tour sur ce point de surveillance idéal. Elle s'inscrit dans un système de communication efficace avec la tour de la Massane et la tour Madeloc, toutes deux fondées par Jacques II de Majorque (1276-1311) sur les hauteurs de Collioure. Elles communiquent par des signaux de fumée pour avertir les populations environnantes de l'arrivée éventuelle d'un ennemi. Du bois sec permet d'allumer des feux la nuit pour alerter les garnisons jusqu'à Perpignan ; du bois vert est utilisé le jour pour dégager un vaste panache de fumée et communiquer ainsi avec les autres tours et places fortes de la région.
Mais c'est l'ennemi du royaume de Majorque, le roi d'Aragon, Pierre IV d'Aragon le Cérémonieux ou le Cruel, qui, une fois la côte conquise en 1344, fait réaliser d'importants travaux pour améliorer la défense du point haut.
Dans la seconde partie du XVe siècle, les Français contrôlent le Roussillon. En 1462, le roi de France Louis XI profite de la guerre civile catalane (1462-1472) pour signer le traité de Bayonne et ainsi contrôler les comtés de Roussillon et de Cerdagne. C'est de cette période que le fort prend le nom de Saint-Elme. Une partie des remparts date de cette époque. Le successeur de Louis XI, Charles VIII, qui veut bénéficier de la neutralité de l'Espagne pour satisfaire ses ambitions sur le royaume de Naples, signe avec Ferdinand II le Catholique le traité de Barcelone en 1493. Ce dernier récupère ainsi les territoires perdus.

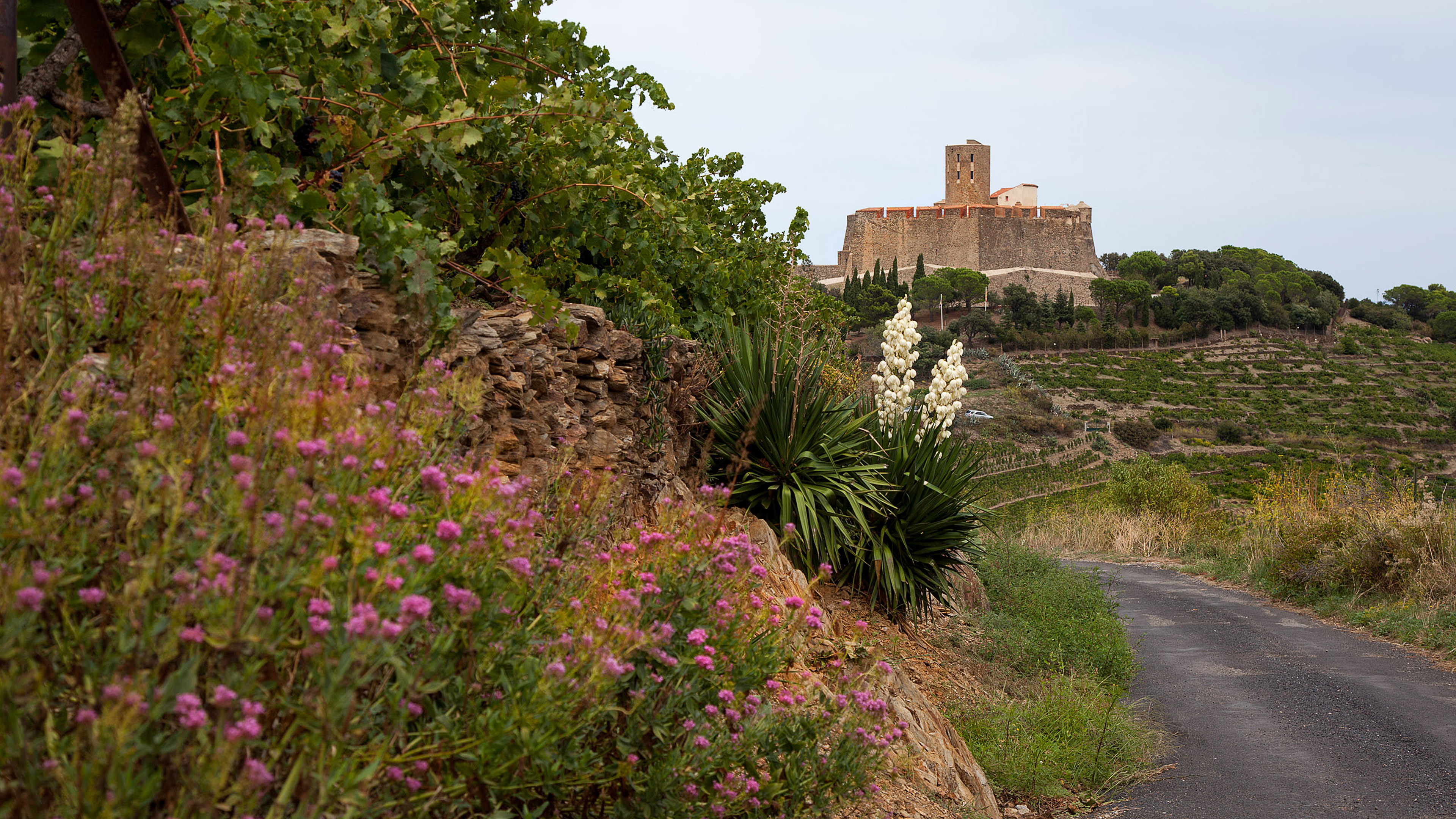
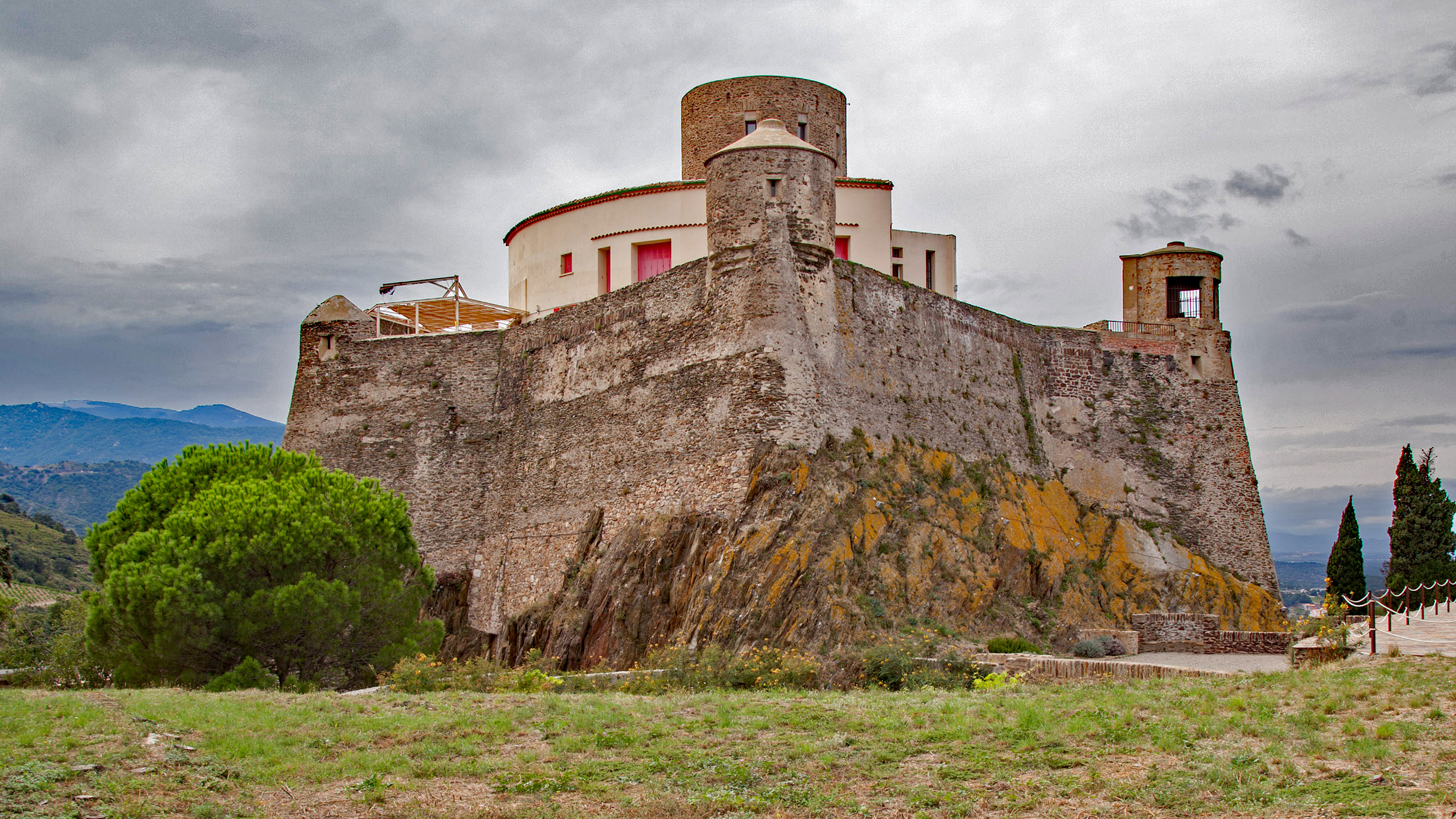
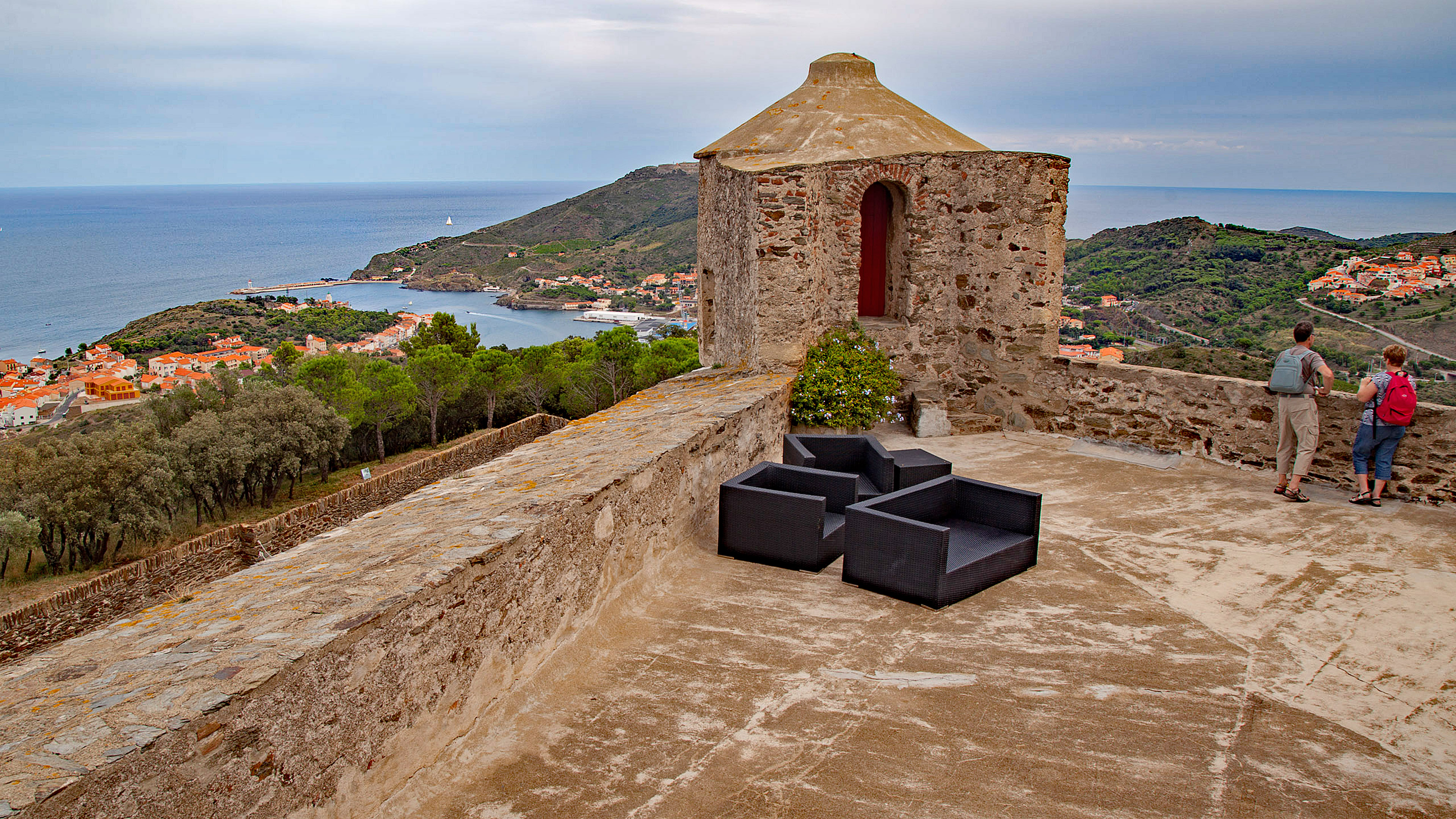
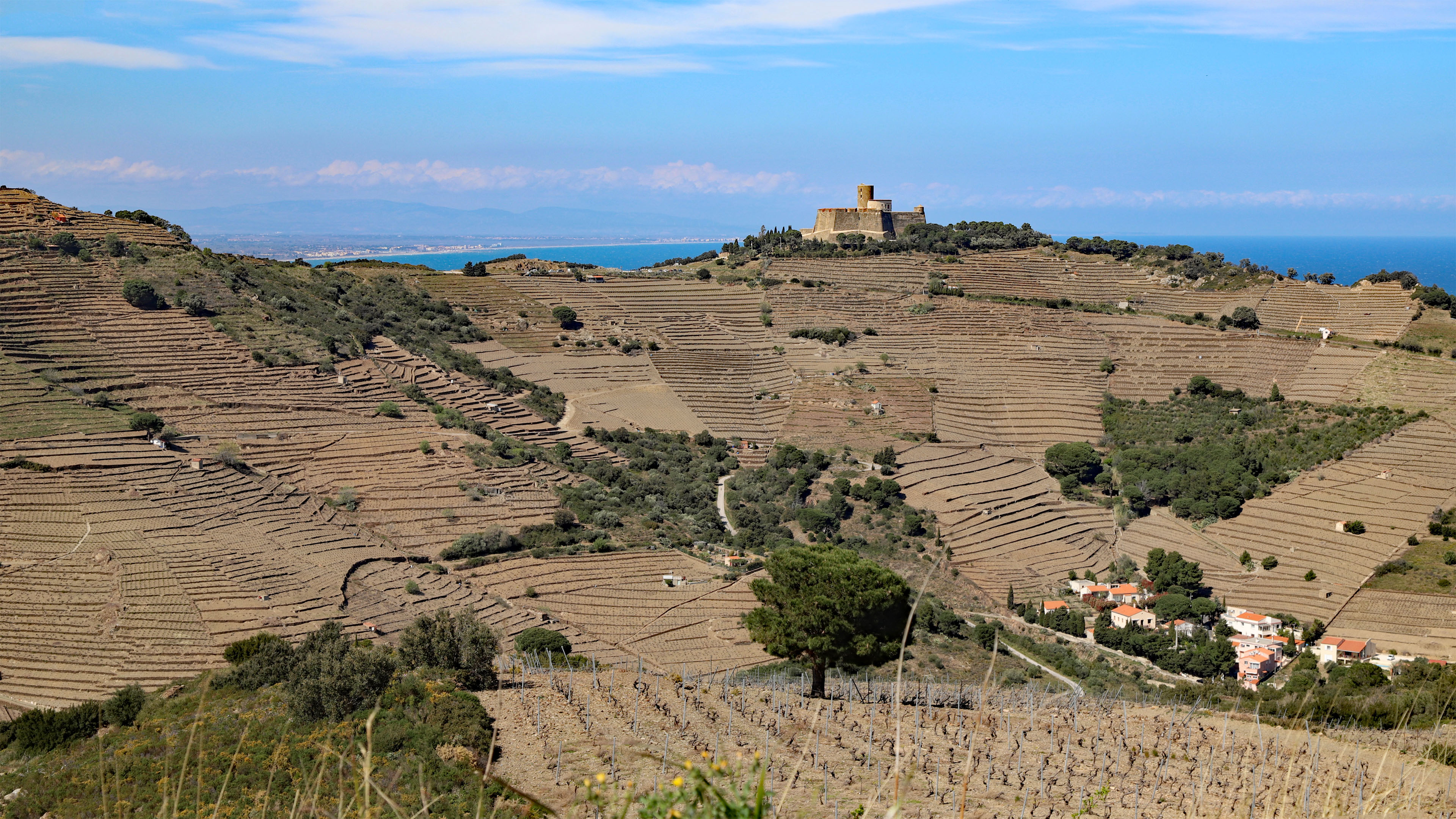

### La fortification de Charles Quint
Au XVIe siècle, le Roussillon est une pièce essentielle du royaume d'Espagne. La région a la forme d'un triangle délimité par le massif des Corbières au nord, le massif des Albères au sud et la Méditerranée à l'est. Perpignan est un centre industriel, culturel et commercial des plus importants et a des liens privilégiés avec l'Italie et ses richesses. Perpignan était défendu au nord par la forteresse de Salses et au sud par le fort Saint-Elme. Ce château protège également les ports de Collioure et Port-Vendres qui assurent à la capitale régionale du Roussillon provisions et renforts de troupes. 

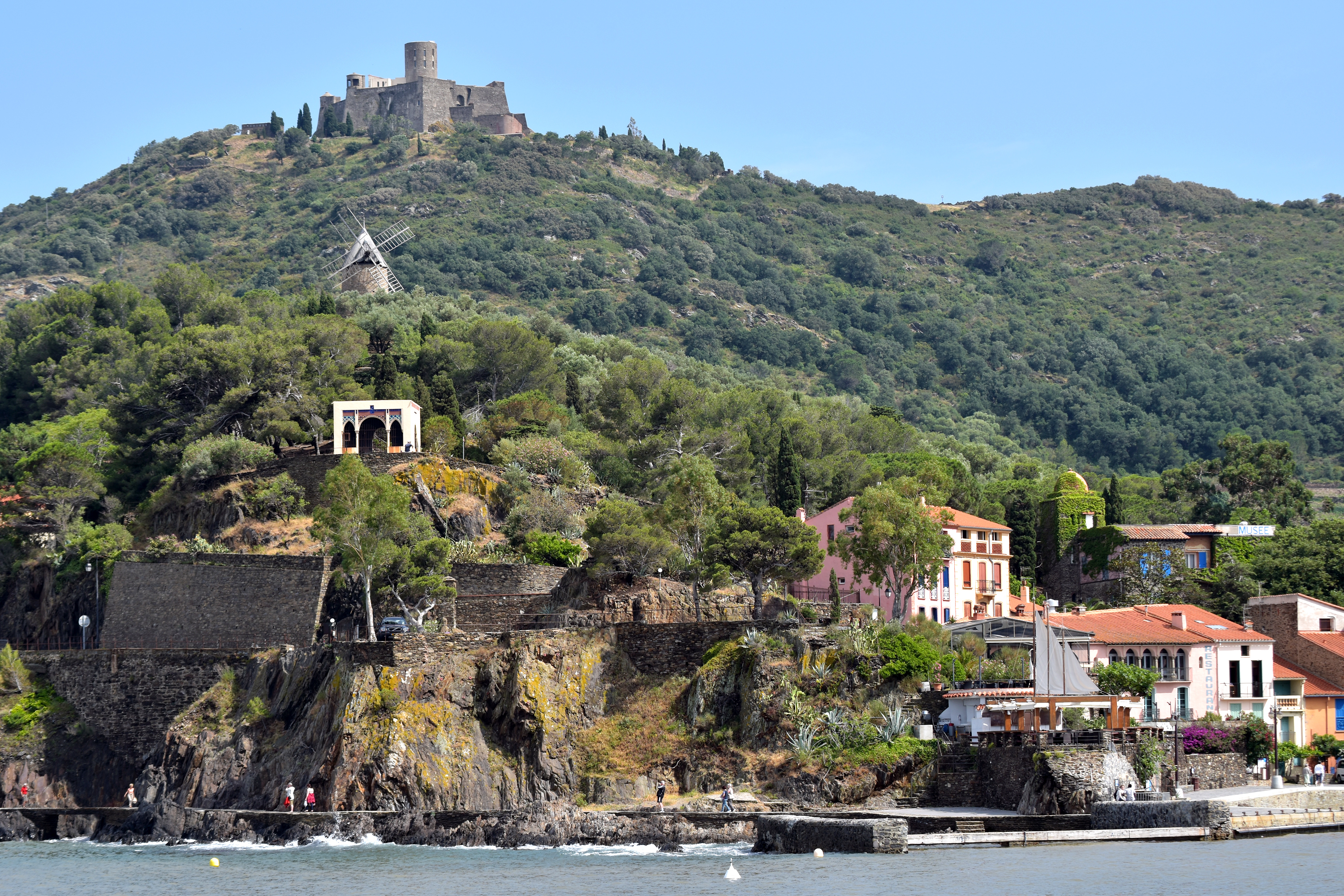
Le fort Saint-Elme vu depuis Collioure.

Le progrès de l'artillerie moderne change en profondeur l'art de la guerre et les techniques de siège. Architectes et artilleurs se convertissent en nouveaux maitres de guerre et conseillers des souverains. En 1537, l'architecte italien Benedetto de Ravenne attire l'attention de l'empereur sur les faiblesses de la position de Collioure. Après avoir réalisé une inspection, Benedetto obtient l'accord de Charles Quint : il fait exécuter des travaux de 1538 à 1552 et transforme la physionomie du fort qui prend son aspect en étoile à six redents à parois inclinées.

### Un fort devenu français
Malgré la modernisation de la place (fort Saint-Elme et fort Sainte-Thérèse, lui aussi bâti en étoile) et l'adaptation à l'artillerie et aux armes à feu, le 13 avril 1642, les troupes françaises du roi Louis XIII parviennent à prendre Collioure. Après la signature du traité des Pyrénées en 1659, la menace du voisin espagnol reste d'actualité. Quand Vauban, maître dans la poliorcétique, fait une reconnaissance des structures défensives en 1659 dans la région de Collioure, il décide de construire pour le fort Saint-Elme une contrescarpe, formant avec la base de la muraille un fossé d'une dizaine de mètres, où l'infanterie et les canons peuvent facilement être manœuvrés[pas clair].
En 1701, Cassini II utilise le sommet de la tour du fort comme repère géodésique. Il s'y serait rendu à plusieurs reprises dont le 27 février.
Vers 1780 la façade du fort est blanchie afin de servir de repère depuis le large, avec la tour de la Massane, pour aider à mieux situer le port de Port-Vendres.

### L'épisode révolutionnaire
Pendant la Révolution française, plus précisément pendant la guerre du Roussillon, la région est le théâtre de combats sanglants. L’exécution de Louis XVI entraîne en avril 1793 l’intervention des troupes espagnoles. Le 23 mai, Argelès tombe, coupant Collioure du reste de la République. La ville assiégée résiste six mois. Le 20 décembre 1793, l’armée espagnole sous le commandement du général Antonio Ricardos attaque Port-Vendres. Dès le début de l’engagement, les troupes républicaines sont écrasées par un ennemi supérieur en nombre. Elles battent en retraite, dans le plus grand désordre et cherchent refuge dans le fort Saint-Elme, mais par trahison de son commandant, le chef de bataillon Dufour, le fort garde ses portes closes, refusant l'accès aux troupes françaises, puis il se rend aux Espagnols. Cette action entraîne la reddition du général Delattre, le chef des troupes de la République à Collioure.
L’année suivante, le général Jacques François Coquille dit Dugommier est nommé commandant en chef de l’armée des Pyrénées orientales. C’est un homme d’expérience. Il arrive de Toulon qu’il vient de reprendre aux Anglais, ayant eu l’intelligence de suivre les conseils d’un jeune chef de bataillon, commandant en second de l’artillerie, du nom de Napoléon Bonaparte...(« Il était bon, quoique vif, très actif, juste, avait le coup d’œil militaire, du sang froid et de l’opiniâtreté. » Bonaparte.)
Quatre mois après la reddition de Delattre, les troupes républicaines de Dugommier encerclent les forces espagnoles le 3 mai 1794. Après une brillante manœuvre d’approche, l’artillerie débarquée le 16 mai à Paulilles, écrase le fort Saint-Elme sous onze mille boulets, obligeant ses défenseurs à évacuer le 25 mai après vingt-deux jours de siège.
Ensuite, le fort, érigé en commune, prend le nom de Fort-du-Rocher pendant le temps de la Révolution.
Après la période révolutionnaire, le fort, réuni à la commune de Collioure, est transformé en magasin militaire.

### XXeetXXIesiècles: classement aux monuments historiques, dommages, ouverture d'un musée
Le fort Saint-Elme est démilitarisé en 1903 et laissé à l'abandon. La tour s'effondre, le pas de tir est partiellement impraticable et de nombreux murs menacent de s'effondrer. Le 21 août 1913, l’État décide de le vendre aux enchères. Plusieurs propriétaires s'y succèdent mais aucune restauration n'est entreprise.
Le fort est inscrit au titre des monuments historiques par arrêté du 2 avril 1927. Un nouveau propriétaire décide alors de le restaurer : les travaux ne se terminent qu'en 1936.
Pendant la Seconde Guerre mondiale, il est occupé par la Kriegsmarine, la marine allemande, de 1942 à 1944, et sert d'observatoire des mouvements de navires le long de la côte du Roussillon. Certains bâtiments du fort sont dynamités au départ des Allemands. Il est à nouveau réparé en 1950 mais les grands travaux de restauration ne débutent qu'en 2004.

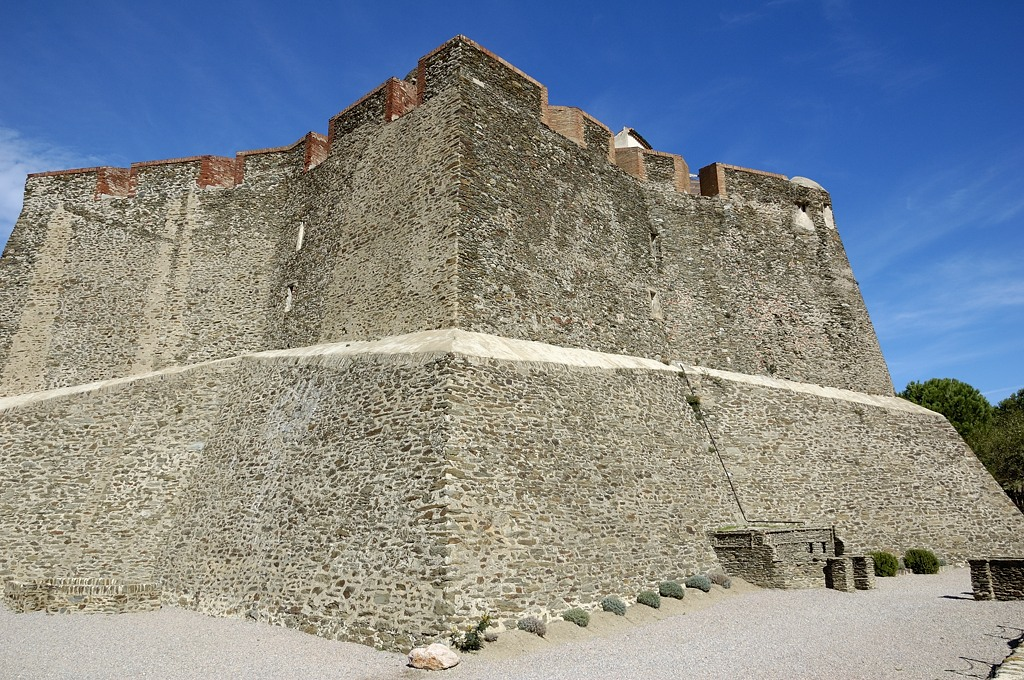
Le fort Saint-Elme avec ses pans inclinés.

À compter de 2008, le fort fait office de musée privé, ouvert au public.

## Architecture

### Extérieure
Lors de la construction du fort sous Charles Quint, l'architecte Benedetto de Ravenne décida de réaliser un tracé à l'italienne : un fort en forme d'étoile à six redents pour répondre aux progrès de l'artillerie. Les pans sont inclinés de façon à empêcher les boulets en métal de faire trop de dégâts. De plus, le pas de tir (situé sur la terrasse) présente une vue à 360° pour permettre de répondre à l'assaillant sans aucun angle mort.
Lorsque le fort passe dans le giron français, Vauban ajoute à partir des années 1680 les fossés extérieurs et d'autres éléments défensifs.

### Intérieur
L’intérieur du fort Saint-Elme s’articule autour de plusieurs salles édifiées dans la circonférence extérieure de la tour.
Au premier étage, se trouvaient autrefois les dortoirs des troupes, la salle d’armes, la salle du trône, la prison, et le four.

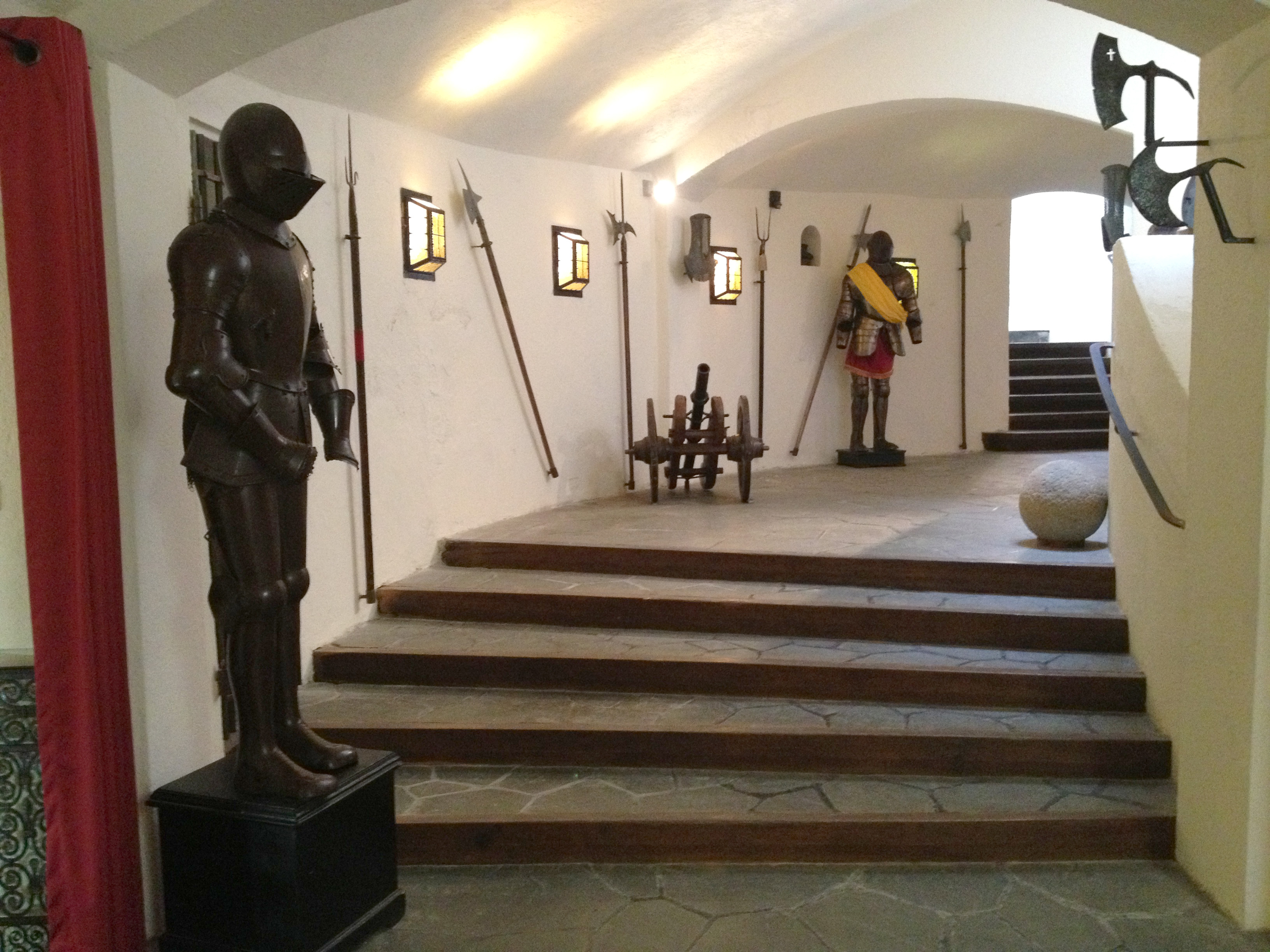
La salle d'armes du fort Saint Elme.

Aujourd’hui, l’étage est aménagé en musée où sont présentés des armes et des objets historiques datant du XVe au XIXe siècle : casques, boulets en pierre polie, en fonte et en fer issus des fosses du fort, canons maritimes, fragments d’obusiers, armures de chevaliers, poitrail, armes médiévales ; fauchards, heaumes, armes à feu datent du XVIe siècle.
Une épée avec une coquille Saint-Jacques réalisée à Venise y est présentée dont un double appartient au musée de Budapest. On peut découvrir, aussi, une couleuvrine du XVIe siècle. Dans cette même salle, se trouve la porte de la tour de guet située à huit mètres de hauteur, tournée vers la mer et encadrée de somptueux corbeaux en pierre.
Toujours au même étage, d’autres salles révèlent l’histoire du monument : la généalogie et la vie de Charles Quint, l’architecture des lieux, l’artillerie et l’inventaire de 1770, l’attaque du général Dugommier en 1794.
Au deuxième étage, le magasin aux farines et celui de l’artillerie côtoient les corps de garde, la boulangerie et le corps de garde des officiers. Étant un bastion, Saint-Elme a été conçu pour endurer des sièges et résister aux assauts : le pas de tir peut accueillir plus de vingt canons et obusiers et le système défensif ingénieux a permis au château de résister à plus d’une attaque. Les murs atteignent jusqu’à huit mètres d’épaisseur à certains endroits. Quant à la tour, elle abritait le magasin à poudre.
Les souterrains ne sont pas ouverts au public. Autrefois ils servaient d’entrepôt pour la nourriture, de logements. Ils pouvaient aussi abriter tous les corps de métier nécessaires à l'équipement optimal des troupes présentes.